# John Kocinski
John Kocinski (Little Rock, 20 de março de 1968), é um ex-motociclista estadunidense, campeão do mundo nas 250cc em 1990 e campeão do mundial de Superbike de 1997.

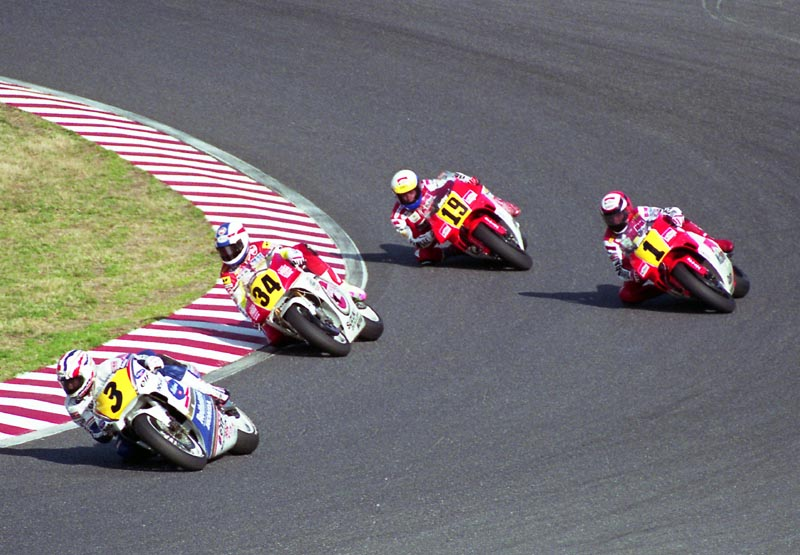
Kocinski (19) atrás de Mick Doohan (3), Kevin Schwantz (34) e Wayne Rainey (1) no GP do Japão de 1991.

Considerado um piloto brilhante, embora que de personalidade difícil, Kocinski participou de nove edições do mundial de velocidade, primeiro alternando entre as 250cc e 500cc entre 1988 e 1994, e depois apenas nas 500cc entre 1998 e 1999. Sua melhor temporada ocorreu em 1990, quando terminou com o título nas 250cc. Além disso, consegueria duas terceiras colocações nas 500cc, em 1992 e 1994. Nas temporadas de 1996 e 1997, Kocinski disputou o mundial de Superbike, terminando em terceiro na primeira edição e com o título no ano seguinte, em 1997. Esta temporada seria uma das mais lembradas de sua carreira, por sua disputa e vitória no campeonato sobre o britânico Carl Fogarty, um dos grandes nomes na história da competição, além de levar a Honda RC45 ao seu único título na Superbike. Ao todo, disputou 99 corridas no mundial de velocidade, com 35 pódios e 13 vitórias; e 48 corridas no mundial de Superbike, com 29 pódios e 14 vitórias.
Kocinski foi introduzido no Hall da Fama do Motociclismo da AMA em 2015, como forma de reconhecimento por suas conquistas.